# أب ملخ

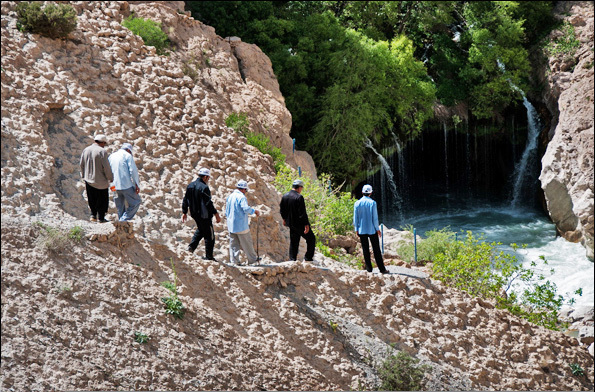
شلالات أب ملخ

أب ملخ هي قرية في مقاطعة سميرم، إيران. يقدر عدد سكانها بـ 75 نسمة بحسب إحصاء 2016.